# 公爵家の薔薇の実
『公爵家の薔薇の実』（こうしゃくけのばらのみ）は高口里純による日本の漫画作品である。『ほんとうに怖い童話』2013年11月号、12月号、2014年1月号に掲載された。ぶんか社コミックスより全1巻にまとめられた。

## あらすじ
18世紀ごろ、イギリス陸軍のオウエン・ウェズリー公爵は、戦場からの手土産として、東洋の鳶色の肌の青年イクシュヴァークを連れ帰ってきた。イクシュヴァークの美貌は人々を惹きつけ、イクシュヴァーク自身を傷つけてゆく。
公爵家の薔薇の実
処女喰いで有名なオウエン・ウェズリー公爵に嫁いだアンは、使用人であるイクシュヴァークに一目惚れした。
公爵家の薔薇の実ll
イクシュヴァークの過去の物語。
一族の次期当主であるイクシュヴァークは、敵国に追われ逃亡中、オウエン・ウェズリー公爵に助けられた。イクシュヴァークとオウエン・ウェズリーは心を通わせる。
公爵家の薔薇の実lll
イクシュヴァークの息子の物語。
イクシュヴァークとアンとの間に生まれた息子サリヴァン・ウェズリー公爵は、自分の出生を明らかにしてゆく。イクシュヴァークに関する出来事は、後年には違って伝えられていた。

## 登場人物
イクシュヴァーク
美貌の東洋人男性。鳶色の肌をしている。オウエン・ウェズリーの使用人だが、その実は性奴隷である。薔薇の蔦に絡ませて吊るされた仕置き姿を「薔薇の実」と形容される。左乳首に鈴を付けられ、唇に赤い入れ墨を入れられ、舌にピアスを開けられている。従順で穏やかな性格で、何事も耐え忍んでいる。
本来は自国で一族の次期当主となる身だった。しかし敵軍から逃げ延びるため、巡礼の旅をしていたバラモン教の神官達に同行し、神官達の慰み者にされていた。そこをオウエン・ウェズリーに助けられ、彼を命の恩人だと思っている。かつては肉親と再会し、国の再建を願っていた。
オウエン・ウェズリー公爵
処女喰いで有名な人物で、処女でなくなった女性には興味を持たない。しかし本当の所は性奴隷のイクシュヴァークだけに執着している。残忍で横柄である。イクシュヴァークへの仕置きとして、薔薇屋敷の薔薇の蔦に絡ませ吊るす。
アン・シーモア
冴えない容姿だが処女であったため、オウエン・ウェズリーの二人目の婚約者に選ばれた。オウエン・ウェズリー家に嫁いだその日に、使用人のイクシュヴァークに一目惚れする。イクシュヴァークとオウエン・ウェズリーの関係に嫉妬し、イクシュヴァークに五月祭の習わしと言いつのり性交し、処女でなくなる。その後、イクシュヴァークの子供を産む。
ジョゼフィーヌ
オウエン・ウェズリー公爵の最初の婚約者。しかし奔放で処女ではなく、興味を持たれず冷たくされていた。薄情な性格で、オウエン・ウェズリーとともにイクシュヴァークを傷つけることを楽しんでいた。
サリヴァン・O・ウェズリー公爵
イクシュヴァークとアンの息子である二代目ウェズリー公爵。肌は鳶色、髪は亜麻色、容貌はイクシュヴァークの生き写しの青年。生殖器に異常があり子供が作れないので、妻のキャサリンを眠らせ、庭師のサイラスと性交させていた。自分がオウエン・ウェズリーの息子ではないと知っており、イクシュヴァークについてパセーナに問う。パセーナが自分の生殖器の異常を憶測していたことに怒りを覚える。
パセーナ
イクシュヴァークの行方を追って来た、かつての家来。サリヴァンに問われ、イクシュヴァークの一族は近親婚を繰り返したため、一代ごとに生殖器の異常が現われると伝えた。
キャサリン
婚礼を挙げたばかりのサリヴァンの妻。薬で眠らされ、サイラスをサリヴァンだと思わされ性交していた。金髪で肌は鳶色ではない子供を産む。
サイラス
ウェズリー家の粗野な庭師。生殖器の異常のため子供が作れないサリヴァンの代わりに、内密にキャサリンと性交させられていた。金髪と目の色から、キャサリンとの子供を作らされる役目に選ばれた。その後、サリヴァンの生殖器の秘密を知り、彼を犯すようになる。
ドクター・シアーズ
サリヴァンの主治医。サリヴァンの生殖器の異常を生まれた時から知っており、彼に手を出している。

## 書誌情報
- 高口里純『公爵家の薔薇の実』 ぶんか社 〈ぶんか社コミックス〉、全1巻
  1. 2014年4月17日発売、ISBN 978-4-821-17560-4

### 書誌出典
- ぶんか社内のページ
  - 公爵家の薔薇の実